# Gare routière

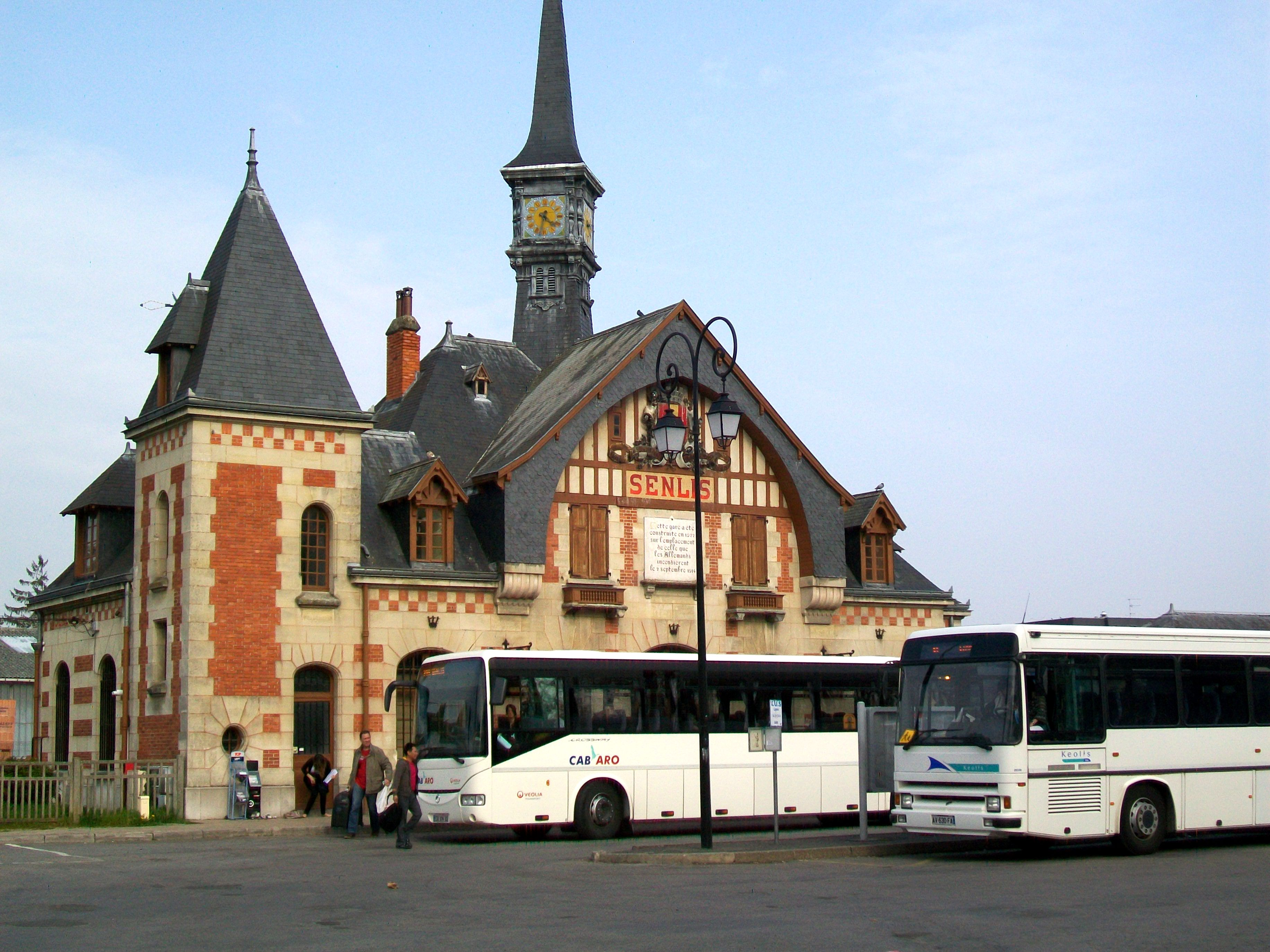
Une petite gare routière à Senlis, devant une gare SNCF désaffectée.

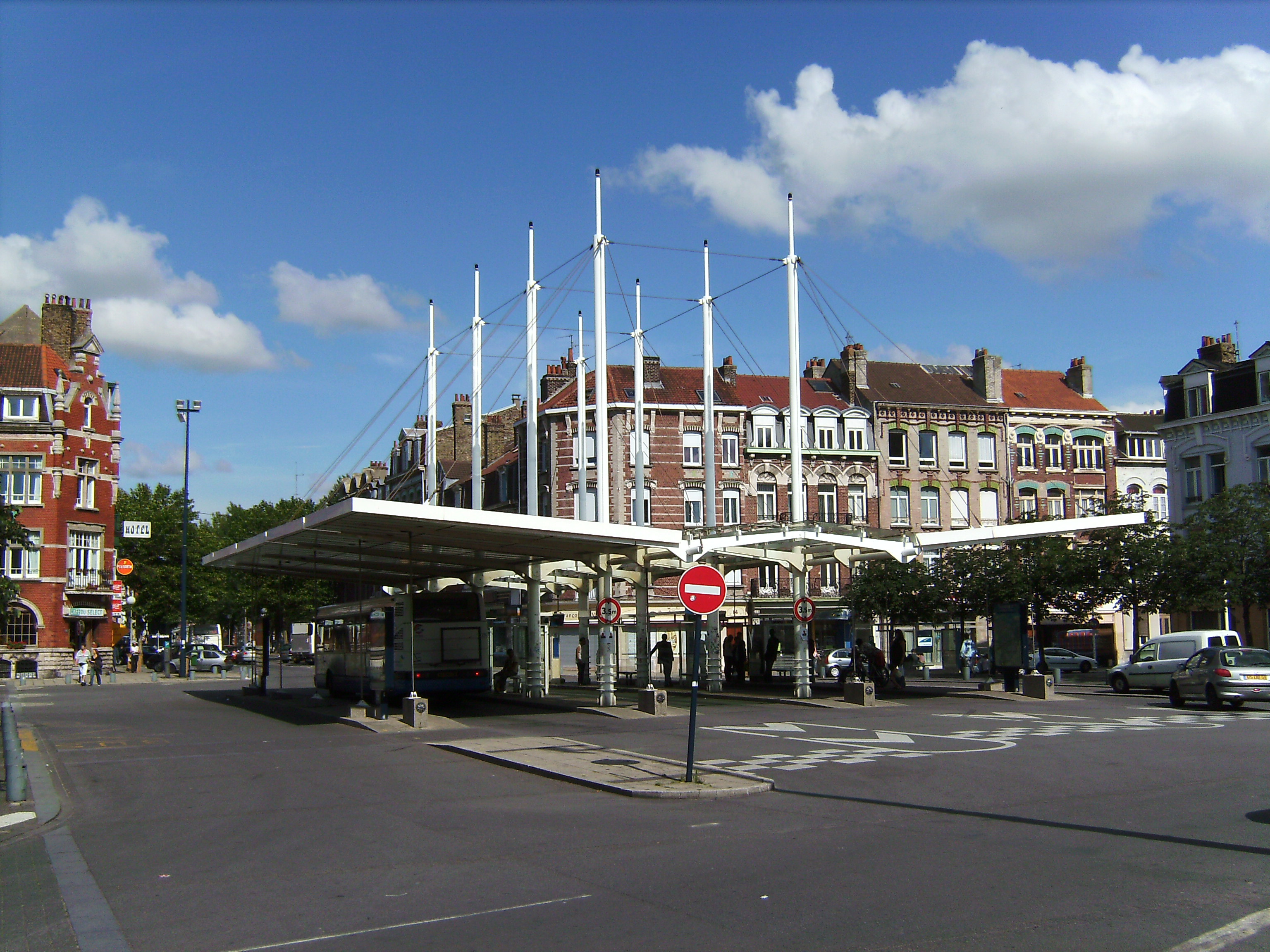
Gare routière plus importante, à Dunkerque.

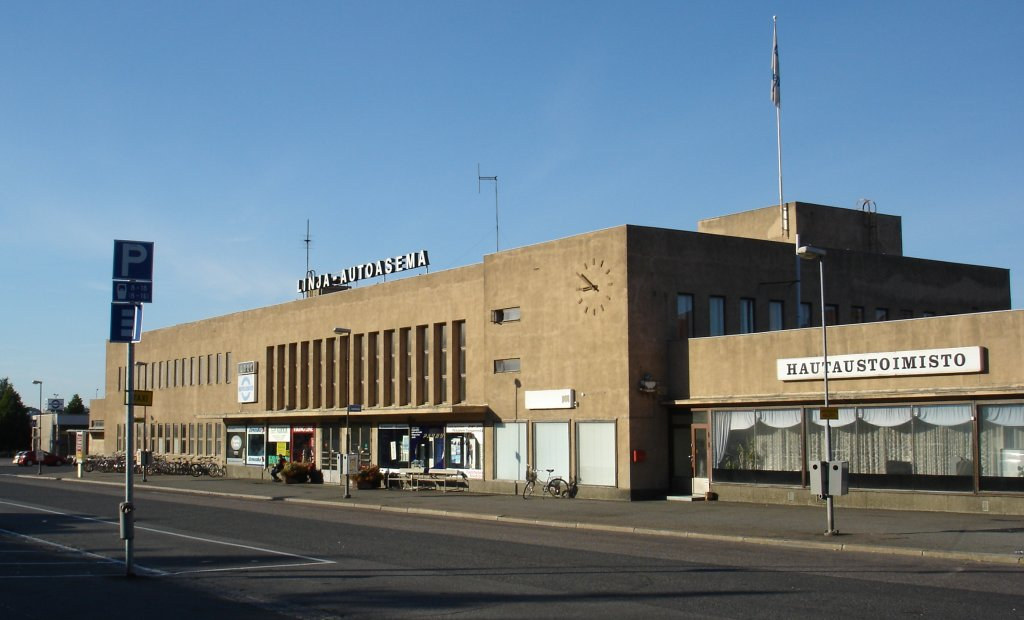
Gare routière de Tampere, à Tampere (Finlande).

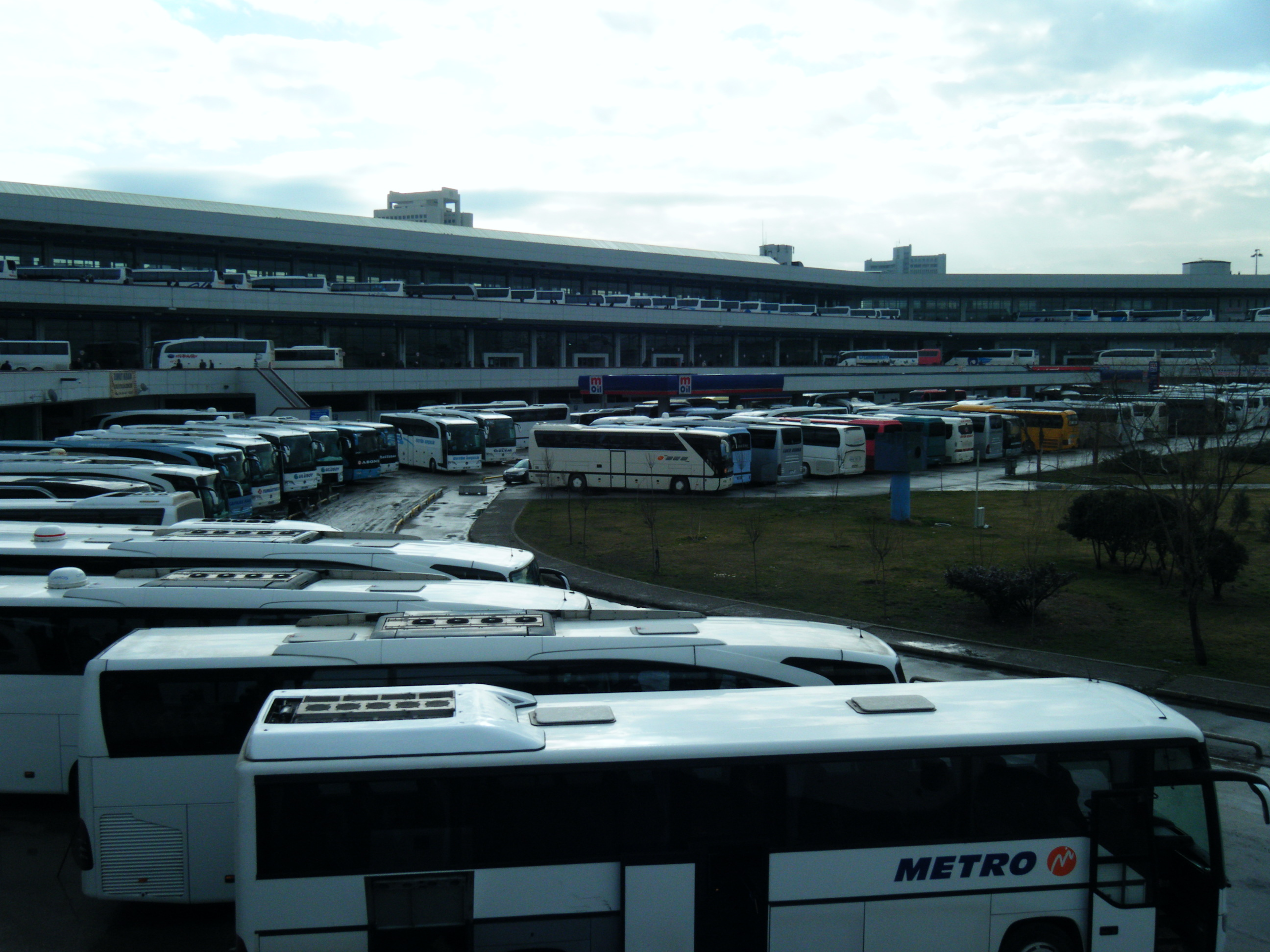
Une gare routière très importante, à Ankara (Turquie).

Une gare routière de voyageurs est une structure de correspondance entre plusieurs lignes de transports en commun voyageant par la route (autocars, autobus ou trolleybus). Des réseaux de différentes envergures peuvent s'y rencontrer (urbain / suburbain, régional, interrégional ou même international).

Lorsqu'elle offre une correspondance avec un mode ferré de transport en commun (train, métro, tramway), elle est qualifiée de pôle d'échanges ou pôle intermodal.

## Caractéristiques
Une gare routière se différencie d'un simple arrêt de bus par sa taille, et par les infrastructures qu'elle utilise, celle-ci qui pouvant jusqu'à se présenter sous la forme d'un bâtiment abritant à la fois les quais et des services aux passagers tels que : des lieux d'attente, des commerces (presse, tabac, boissons, petite restauration), des guichets vendant des titres de transport, des toilettes, etc.
Dans certains cas, notamment lorsqu'une telle structure est un terminus de ligne, elle peut être couplée avec un dépôt.
En Île-de-France, région française, les gares routières sont définies, au sens du schéma directeur des gares routières, comme des infrastructures accueillant des lignes de transport collectif routier dont certaines peuvent être en terminus, implantées hors voirie et constituant des zones d’échanges.
En Île-de-France, les gares routières sont de deux types : les gares routières de type « urbain », et les gares routières de type « interurbain », c'est-à-dire participant aux Lignes régulières d'autocar en France.

## Les gares routières dans le monde

### En Algérie
En Algérie, les gares routières sont très utilisées. La veille de l'Aïd de 2015, 40 000 voyageurs ont transité par la gare routière de Kherrouba à Alger en utilisant 1 100 autobus.
Depuis le 5 avril 2016, la gare routière « El Bahia » d'Oran, dessert 400 destinations nationales.
La création de la gare a nécessité un budget de 950 millions de dinars. La gare est dotée de deux espaces de stationnement : un à usage des taxis; l'autre à l'usage des particuliers. La gare est également dotée de salle d’attente spacieuse, de guichets pour la vente des tickets informatisés, de locaux commerciaux, de consignes à bagages, d'une salle de prière et autres commodités. Elle emploie 250 agents. La gare est ouverte à 182 transporteurs gérant quelque 5 000 bus. Les prévisions envisagent le transit annuel de deux millions de voyageurs. La desserte prévue concerne 18 lignes longs trajets, 16 lignes de courts trajets Oran-est et 16 autres lignes de courts trajets Oran-Ouest.

### En Allemagne
En Allemagne, les gares routières portent souvent le nom de Zentraler Omnibus-Bahnhof (ZOB), signifiant littéralement « gare centrale des autobus ».

### En Belgique

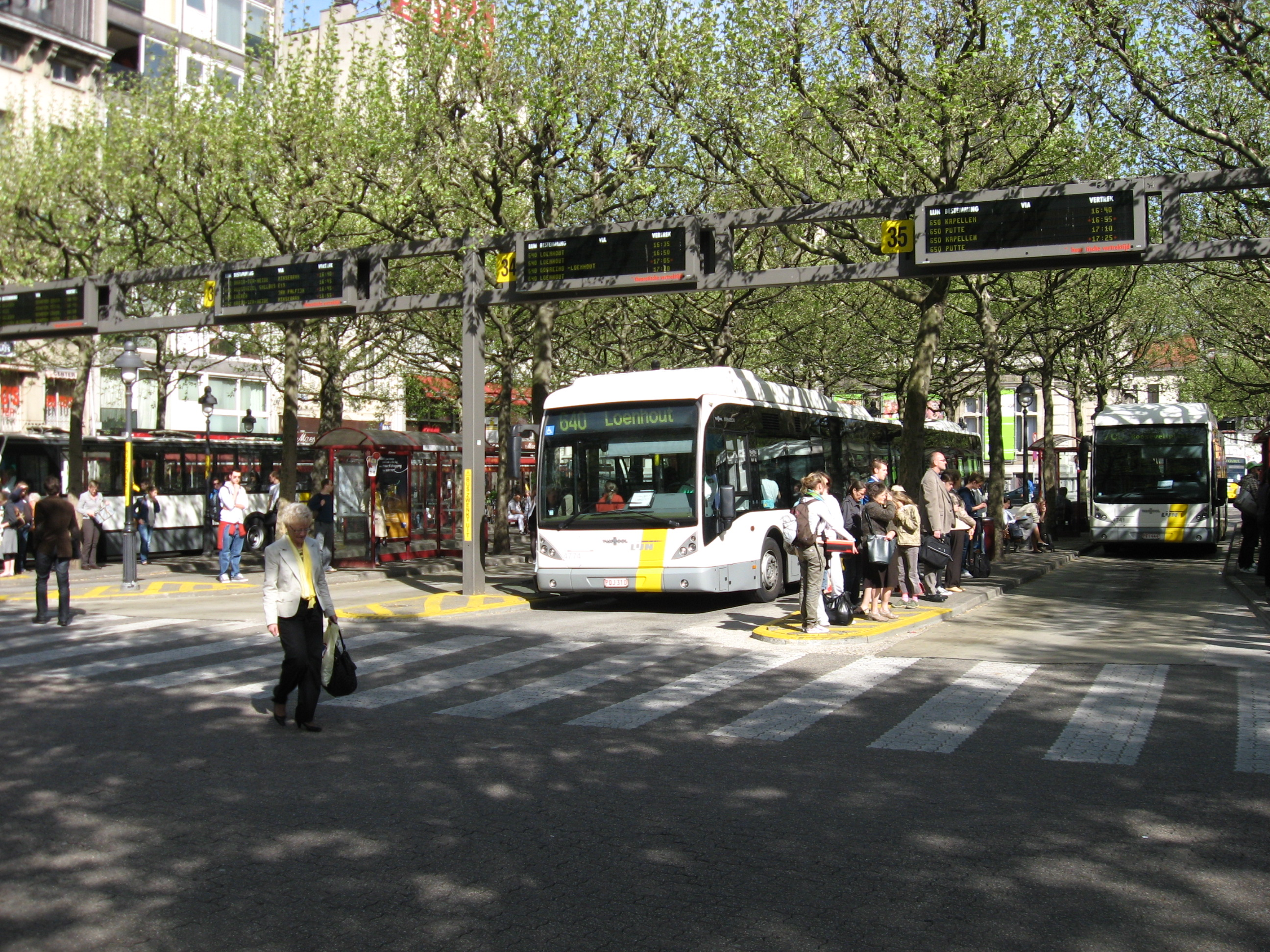
Gare routière d'Anvers sur la Franklin Rooseveltplaats.

À Bruxelles, le développement du trafic autocar à proximité des gares ferroviaires a conduit les autorités compétentes à envisager l'installation de quais de gare routière avec des douches pour les conducteurs.
Bruxelles compte environ 160 mouvements de car internationaux auprès des 8 opérateurs actif.
Vers le Maghreb, on compte 25 à 50 mouvements par semaine.

### En Côte d'Ivoire
En Côte d'Ivoire le transport par autocar s'est développé dans les années 1980. En Côte d'Ivoire, la gare routière de Yamoussoukro profite des largeurs de la deux fois quatre-voies qui passe au centre-ville et permet un stationnement des autocars qui n'entrave pas la circulation, de la densité de l'éclairage public et de la largeur des trottoirs qui permet l'activité de service aux passagers. Ces conditions permettent entrepreneuriat informel dans le secteur du commerce du bord de route et du service d’étape.
La ville bénéficie également de deux gares routières privées, dont celle de la société « Sans frontières » effectuant des liaisons internationales.
De ce fait plusieurs gares routières de différentes natures sont présentes : gare d'étape, gare relais, gare privées.

### En France
En France, le concept de gare routière est encadré par une ordonnance de 1945 complétée par d'autres textes juridiques entre 1926 à 1977.
En 2000, un sénateur s'est ému du non-respect de la loi par les autocaristes qui utilisent la voirie publique comme s'il s'agissait d'une gare routière faisant courir un risque aux usagers.
En France, de nombreux pôles intermodaux ou multimodaux naissent, avec la prise de conscience de la desserte des campagnes comme celui de Bellegarde-sur-Valserine dans l'Ain.
Jusqu'en 2015, les transports de voyageurs par ligne régulière d'autocar étant peu développés en France pour des déplacements interrégionaux (seuls les cars affrétés par la SNCF assurent ce type de desserte)[réf. nécessaire], les gares routières assurent essentiellement des dessertes locales ou éventuellement régionales, ainsi que des transports internationaux (on parle alors de gares internationales).
Pour le FNTC, les cinq critères essentiels d'une gare routière sont : une infrastructure de stationnement hors voirie, des quais dédiés, une salle d'attente, un système d'information et une signalétique.
Les gares routières les plus appréciées du FNTV sont : Aix-en-Provence, Nevers, Dijon et Rennes.
Dans certaines villes comme Rouen, le coût annuel d'accès au quai est de 5 000 €.
En France, le stationnement en épi est utilisé pour permettre l'augmentation des quais sur une surface contrainte .
Parmi les opérateurs français de gares routières, on trouve notamment Kisio (groupe Keolis) et EM Services (RATP Dev).

#### Emplacement
Traditionnellement, les gares routières centrales sont situées en centre-ville, à proximité d'importants pôles d'échanges.
L'arrivée de TCSP conduit parfois à relocaliser les terminus des autocars départementaux depuis la gare routière vers un terminus de TCSP en périphérie de ville. Ceci permet tout à la fois une libération de l’espace public (les autocars sont perçus comme étant bruyants et polluants), et une réduction des coûts d’exploitations des lignes régulières départementales de transport. Il ne s'agit alors pas d'un lien direct avec la présence des TCSP, mais d'un choix politique.

#### Fréquentation
- La gare routière d'Aix-en-Provence compte 40 000 usagers chaque jour (soit environ huit millions d'usagers dans l'année).
- La gare routière de Toulon compte 5000 passagers par jour [12].
- La gare routière de Rennes compte 350 départs par jour en 2016[13] augmentant de 14000 par mois par rapport aux 180 000 de l'année précédente[14].
- À Toulouse, un million de voyageurs transitent chaque année par la gare routière Pierre-Semard[15].

| Villes           | Nombre d’opérateurs | Nombre de mouvements quotidiens | Nombre de passagers (en milliers) | Nombre de gares routières  | Présence de points d'arrêt |
| ---------------- | ------------------- | ------------------------------- | --------------------------------- | -------------------------- | -------------------------- |
| Paris            | 5                   | 377                             | 719,0                             | Paris (75): 4; IDF:39      | Oui                        |
| Lyon             | 5                   | 139                             | 205,5                             | Lyon:2 ; ARA:26            | Non                        |
| Lille            | 4                   | 74                              | 123,5                             | Lille:0; NPCP:5            | Oui                        |
| Bordeaux         | 5                   | 99                              | 100,5                             | Bordeaux: 1 ; APC:11       | Oui                        |
| Toulouse         | 5                   | 61                              | 100,0                             | Toulouse:1 ; LRMP:14       | Non                        |
| Nantes           | 5                   | 87                              | 77,6                              | Nantes:1; PDL: 6           | Oui                        |
| Marseille        | 4                   | 54                              | 70,0                              | Marseille:1 ; PACA: 14     | Oui                        |
| Rennes           | 5                   | 68                              | 60,5                              | Renne:1 ; Bretagne:6       | ?                          |
| Clermont-Ferrand | 5                   | 50                              | 58,0                              | Clermont-Ferrand:1; ARA:26 | Non                        |
| Rouen            | 5                   | 37                              | 52,5                              | Rouen: 1 ; Normandie:3     | Oui                        |

#### Réglementation
Diverses réglementations régissent la hauteur des quais, les déplacements d'autocar dans des lieux couverts et fermés, etc. .
Les transports départementaux sont à la charge des départements jusqu'au 1er janvier 2017, date à partir de laquelle la compétence est transférée aux régions.

#### Principales gares
Gares routières françaises de plus de vingt quais. 
| Dénomination                                  | Département | Adresse postale                                                     | Commune          | Latitude      | Longitude     | Exploitant                                                       | n   | quais | 24h | Agents | Info | Billet | Sall | WC  | Rest | Boiss | Wifi | TR  | TCU | p   | p   | p   | mise à jour | Région                             |
| --------------------------------------------- | ----------- | ------------------------------------------------------------------- | ---------------- | ------------- | ------------- | ---------------------------------------------------------------- | --- | ----- | --- | ------ | ---- | ------ | ---- | --- | ---- | ----- | ---- | --- | --- | --- | --- | --- | ----------- | ---------------------------------- |
| Gare routière d'Aubagne                       | 13          | square Marcel-Soulat                                                | Aubagne          | 43,29571      | 5,564959      | AIX MARSEILLE PROVENCE METROPOLE - PAYS D'AUBAGNE ET DE L4ETOILE | non | 20    | oui | non    | oui  | oui    | oui  | oui | oui  | oui   | non  | non | oui | oui | non | non | 20/04/2016  | Provence-Alpes-Côte d'Azur         |
| Gare de Lourdes                               | 65          | 33, avenue de la gare                                               | Lourdes          | 43,100384     | -0,042129     | SNCF Gares & Connexions                                          | oui | 20    | oui | non    | non  | non    | non  | non | non  | non   | non  | non | oui | non | non | non | 25/04/2016  | Languedoc-Roussillon-Midi-Pyrénées |
| Gare Routière d'Orléans                       | 45          | rue Marcel-Proust                                                   | Orléans          | 47,9          | 1,9           | SAS ODULYS                                                       | oui | 20    | non | oui    | oui  | oui    | oui  | non | non  | oui   | non  | non | oui | oui | non | oui | 19/04/2016  | Centre-Val de Loire                |
| Gare routière de Rodez                        | 12          | 33, avenue du Maréchal-Joffre 12000 Rodez                           | Rodez            | 44,362333     | 2,582133      | Transports Routiers Aveyron Services                             | oui | 20    | oui | oui    | oui  | non    | non  | oui | non  | non   | non  | non | oui | oui | non | oui | 04/05/2016  | Languedoc-Roussillon-Midi-Pyrénées |
| Gare Routière de Toulouse                     | 31          | 68-70, boulevard Pierre-Semard - BP 75225 - 31 079 Toulouse Cedex 5 | Toulouse         | 43,612944     | 1,452519      | Régie Départementale des Transports de la Haute-Garonne          | oui | 20    | non | Oui    | oui  | oui    | oui  | oui | non  | oui   | oui  | oui | oui | oui | oui | oui | 19/04/2016  | Languedoc-Roussillon-Midi-Pyrénées |
| Gare routière d'Aubenas                       | 07          | chemin de la plaine 07200                                           | Aubenas          | 44,611558     | 4,407974      | Syndicat Intercommunal de Transport Urbain Tout'enbus            | oui | 21    | non | oui    | oui  | non    | oui  | oui | non  | oui   | non  | non | oui | non | non | oui | 02/05/2016  | Auvergne-Rhône-Alpes               |
| Gare routière de Moutiers                     | 73          | Place de la gare                                                    | Moûtiers         | 45,486748     | 6,530017      | TRANS FER ROUTE SAVOIE                                           | oui | 22    | oui | oui    | oui  | oui    | oui  | oui | oui  | oui   | oui  | oui | non | non | non | non | 21/04/2016  | Auvergne-Rhône-Alpes               |
| Gare Routière de Mantes-en-Yvelines           | 78          | Rue Pierre-Semard                                                   | Mantes-la-Jolie  | 48,990057     | 1,703458      | Transports Voyageurs du Mantois                                  | non | 24    | oui | oui    | oui  | oui    | non  | non | non  | non   | oui  | oui | oui | non | non | oui | 21/04/2016  | Île-de-France                      |
| Gare routière départementale de Toulon        | 83          | boulevard de Tessé                                                  | Toulon           | 43,1279012647 | 5,9297150373  | Kisio Services (raison sociale : EFFIA Synergies)                | oui | 24    | oui | oui    | oui  | oui    | oui  | oui | oui  | oui   | non  | non | oui | oui | non | oui | 22/04/2016  | Provence-Alpes-Côte d'Azur         |
| Gare routière d'Albertville                   | 73          | Place de la gare                                                    | Albertville      | 45,672878     | 6,382635      | TRANS FER ROUTE SAVOIE                                           | oui | 27    | oui | oui    | oui  | oui    | oui  | oui | non  | oui   | oui  | oui | oui | non | non | non | 21/04/2016  | Auvergne-Rhône-Alpes               |
| Gare routière d'Aix-en-Provence               | 13          | 6 boulevard victor coq                                              | Aix-en-Provence  | 43,5237439    | 5,4411966     | Kisio Services (raison sociale : EFFIA Synergies)                | oui | 28    | oui | oui    | oui  | oui    | oui  | oui | non  | non   | oui  | oui | oui | oui | non | oui | 22/04/2016  | Provence-Alpes-Côte d'Azur         |
| Gare routière de l'aéroport Chambéry Savoie   | 73          | Route de l'aéroport                                                 | Voglans          | 45,638338     | 5,885748      | TRANS FER ROUTE SAVOIE                                           | oui | 31    | oui | oui    | non  | non    | non  | oui | non  | oui   | non  | non | non | non | non | non | 20/04/2016  | Auvergne-Rhône-Alpes               |
| Gare routière de Grenoble                     | 38          | 11 place de la gare                                                 | Grenoble         | 45,192877     | 5,714078      | Mobilité et Services                                             | oui | 34    | oui | oui    | oui  | oui    | oui  | oui | non  | oui   | non  | oui | oui | oui | non | oui | 21/06/2016  | Auvergne-Rhône-Alpes               |
| Gare Routière de la Roche sur Yon (Rue Ramon) | 85          | rue Gaston-Ramon 85000                                              | La Roche-sur-yon | 46,6739955    | -1,4193346154 | SOVETOURS                                                        | oui | 34    | oui | oui    | oui  | oui    | oui  | oui | non  | non   | non  | non | oui | oui | non | oui | 02/05/2016  | Pays de la Loire                   |
| Gare routière de Cholet                       | 49          | 8, boulevard Faidherbe                                              | Cholet           | 47,066763     | -0,872032     | Transports Publics du Choletais (TPC)                            | oui | 35    | oui | oui    | oui  | oui    | oui  | oui | non  | oui   | non  | non | oui | oui | oui | oui | 20/04/2016  | Pays de la Loire                   |
| Gare routière de Fougères                     | 35          | 6 rue des frères Deveria 35300 Fougères                             | Fougères         | 48,347788     | -1,191285     | Transdev Fougères                                                | non | 35    | oui | oui    | oui  | oui    | oui  | non | non  | oui   | non  | non | oui | oui | non | oui | 25/04/2016  | Bretagne                           |

1. ↑  Existence règles d'accès
2. ↑  Emplacement d'arrêt
3. ↑  Accessibilité 24h/24h
4. ↑  Personnel sur le site
5. ↑  Information clientèle
6. ↑  Billetterie
7. ↑  Salle d'attente
8. ↑  Toilettes voyageurs
9. ↑  Restauration
10. ↑  Distributeur boissons
11. ↑  Accès Wifi
12. ↑  Information temps réel
13. ↑  T.C.U. à moins de 100 mètres
14. ↑  Salle de repos
15. ↑  Lavage des autocars
16. ↑  Toilettes conducteurs

#### En Île-de-France, y compris Paris
Sur la commune de Briis-sous-Forges en Essonne, une gare autoroutière permet à des bus circulant sur l'autoroute A10 d'embarquer des voyageurs sans sortir de l'autoroute, offrant ainsi un temps de parcours réduit vers Massy.
À Paris, les deux gares routières internationales sont la gare internationale routière Paris-Gallieni (située sur le territoire de la commune de Bagnolet, jouxtant la porte de Bagnolet) et le Terminal Jules-Verne à La Défense. Le boulevard Pershing est également utilisé clandestinement comme gare routière ; il est équipé de distributeurs de tickets abrités par de la tôle ondulée.
On parle également de gare routière (ou de zone logistique) pour un lieu de transbordement de marchandises, généralement doté d'entrepôts importants, comme Garonor, au nord de Paris.
La gare Jules Verne à la Défense, ouverte en 2005 est modernisée en 2015. Cette gare est propriété d'un établissement de gestion et d’animation de La Défense. La gestion est mise en œuvre par Ctcop. Les travaux de 2015 incluent de nouveaux écrans d’affichages d’horaires, une nouvelle signalétique, une nouvelle peinture, l’installation de nouvelles caméras de surveillance et le remplacement des équipements de sécurité incendie ainsi que le changement des deux escalators
.

#### Province
À Grenoble, une nouvelle gare routière a été inaugurée en septembre 2015, elle est équipée de systèmes d'information modernes. L'un des quais est affecté à la compagnie Eurolignes, lorsque les quais sont affectés de manière statique.
À Poitiers, la gare routière est localisée au sein du pôle multimodal; elle est bien équipée, et est financée à hauteur de 95 000  € par an par le département de la Vienne, qui apporte environ 72 % des contributions. La gare intéresse les autocaristes qui « sont intéressés par les endroits accueillants où ils trouvent des toilettes publiques, une salle de repos, des distributeurs alimentaires et boissons, un stationnement sécurisant et sécurisé, à l'abri. ». Elle intéresse en particulier les marques Iberocoach, Eurolines et Transdev.
- Tarif : passage à quai (durée 30 minutes) : 3,70 €. Stationnement : de 30 minutes à 2 heures : 7 € ; de 4 heures à 8 heures : 11 € ; de 8 heures à 12 heures : 13 € ; de 20 heures à 8 heures : 3 €
- Dessertes de la gare routière de Poitiers : TER et interurbains : Région Poitou-Charentes : 15 % ; TER Nantes Poitiers : 6 % ; Région centre : 4 % ; Département de la Vienne : 62  % ; Deux-Sèvres (Thouars-Poitiers) : 1 %. Les compagnies commerciales : 12 %. Au total, 30 000 passages d'autocars ont été enregistrés.
- Dessertes internationales : Eurolines vers et depuis la Belgique, l'Allemagne, les Pays-Bas, l'Espagne, le Portugal et le Maroc (140 passages par mois au total). Isilines effectue un Poitiers-Paris et un Poitiers-Bordeaux-Bayonne (32 cars par mois).

À Reims, la gare routière est peu équipée : pas de panneau, pas d'affiche, pas de banc.
Au Mans, les lignes régulières de cars utilisent des places de stationnement aménagées par la société d'autoroute Vinci pour le repos de chauffeur routier, transformant cette aire de repos en une fausse gare routière exploitée clandestinement par quatre opérateurs : Eurolines, Starshipper, Ouibus et Isilines.
En 2015, le ministre de l'Économie, de l'Industrie et du Numérique, Emmanuel Macron souhaite compléter la réglementation des gares routières pour faire face aux questions que va poser l'augmentation du trafic d'autocar à la suite de l'ouverture des lignes régulières au secteur marchand, notamment afin d'en assurer le financement.
À Tours, il existe un emplacement de stationnement, dit « Peupliers », rue Édouard-Vaillant, qui fait office de gare routière; toutefois, le stationnement n'y est pas aménagé pour l'usage de gare routière, et il n'est pas doté d'information aux voyageurs.
À Toulouse, la gare routière accueille un million de voyageurs par an. Elle est gérée par le Conseil départemental. Elle offre divers services aux voyageurs : hall d'attente, toilettes publiques, distributeurs de boisson, brasserie. À partir de 2016, elle offre également un accès wi-fi. Le nombre de quais de la gare routière est suffisant pour couvrir les besoins à court et moyen terme. En 2015  les sanitaires publics ont été réaménagés. L'accessibilité aux personnes à mobilité réduite doit être améliorée par des travaux prévus pour 2016.
Marseille abrite également une gare routière importante, la gare routière de Marseille-Saint-Charles.

#### Accidents
En 2013, un accident mortel a eu lieu à la gare routière d'Orléans.
Le 2 novembre 2015, un accident (mortel) a eu lieu en gare routière de Boissy-Saint-Léger, entre une lycéenne et un autocar exploité par la compagnie Transdev.

### au Royaume-Uni
Au Royaume-Uni, la principale gare routière est la Gare routière Victoria (Londres).

### en Asie
La nouvelle gare routière de l'Est de Hô Chi Minh-Ville (anciennement Saïgon) doit s'étendre sur 16 hectares et servir 21 000 passagers par jour avec un trafic de 1 200 autocars.

## Les plus grandes gares

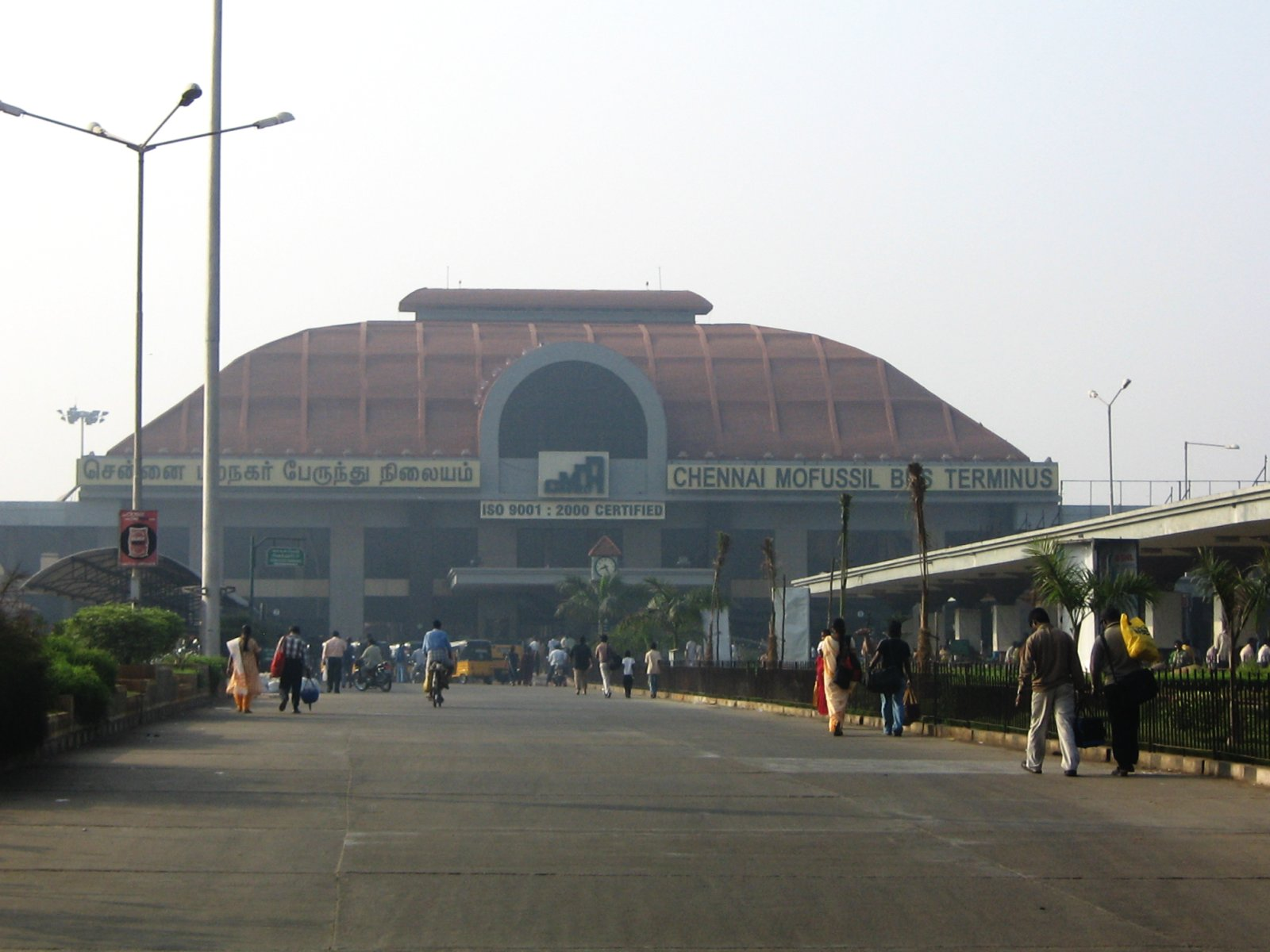
La gare routière de Chennai Mofussil est l'une des plus grandes d'Asie.

La gare routière de Chennai Mofussil certifiée ISO 9001:2000 à Chennai en Inde, est l'une des gares routières les plus grandes d'Asie. En 2010, elle peut accueillir plus de 500 bus ou autocars simultanément, et 3 000 bus et 250 000 passagers par jour.

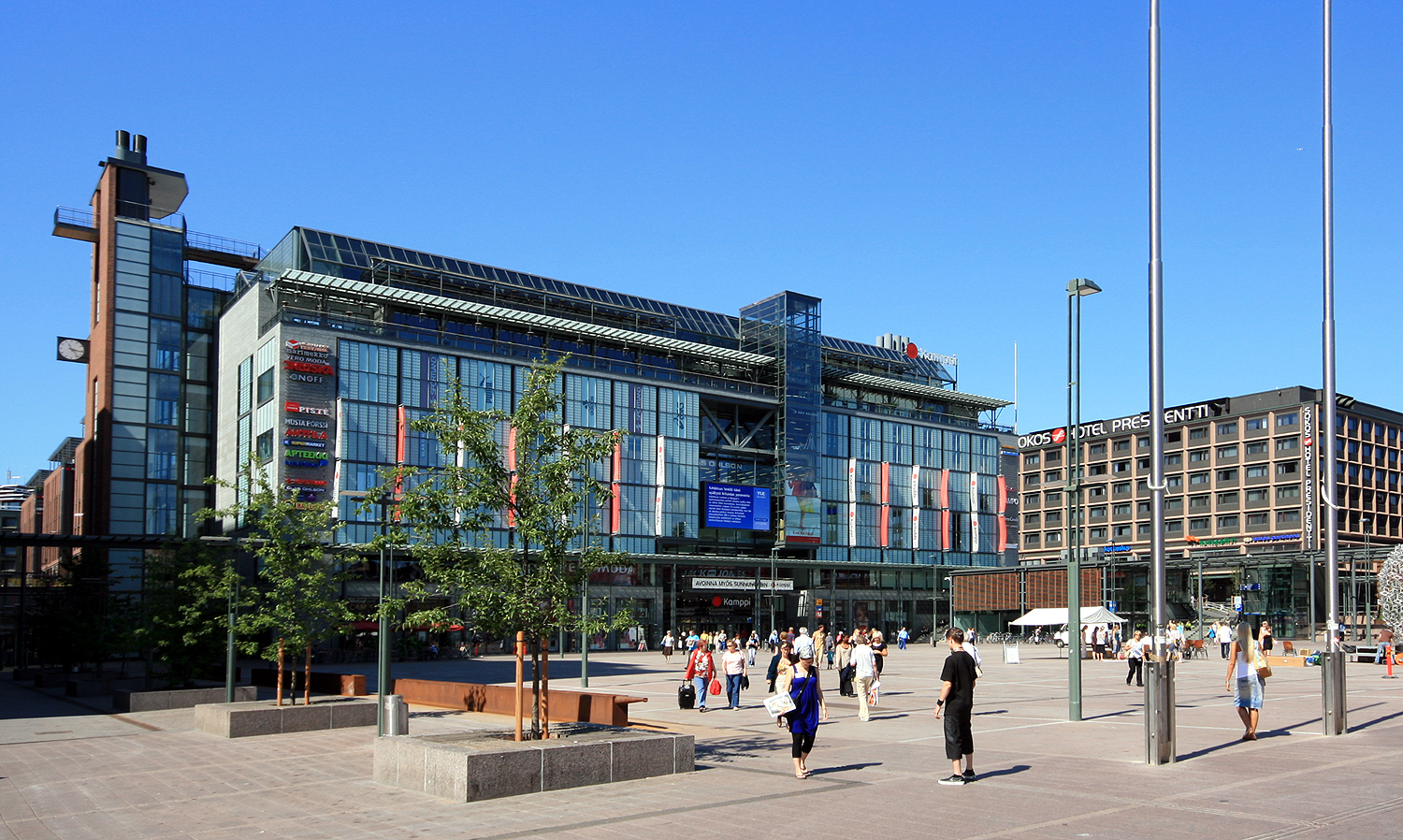
Le Centre de Kamppi est la gare routière la plus grande d’Europe

La plus grande gare routière d'Europe se trouve à Kamppi Centre à Helsinki en Finlande. Le bâtiment a été achevé en 2006. La gare a coûté 100 millions d'euros. Sa construction a duré trois années conception comprise. Aujourd’hui, elle couvre une superficie de 25,000 carré[Quoi ?].
L'Estación del Norte de Barcelone dispose de 47 quais.

## Galerie d'images

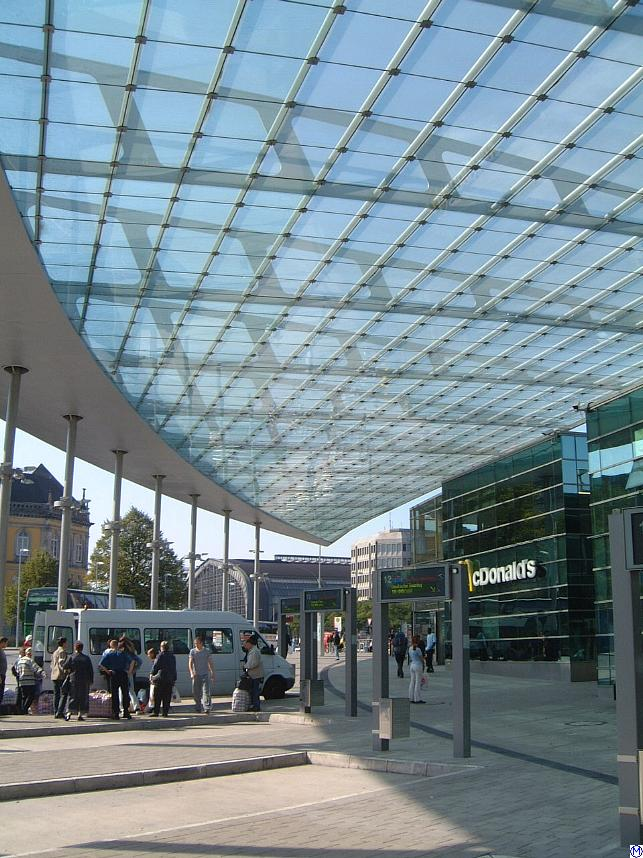
Zentraler Omnibusbahnhof à Hambourg (Allemagne)
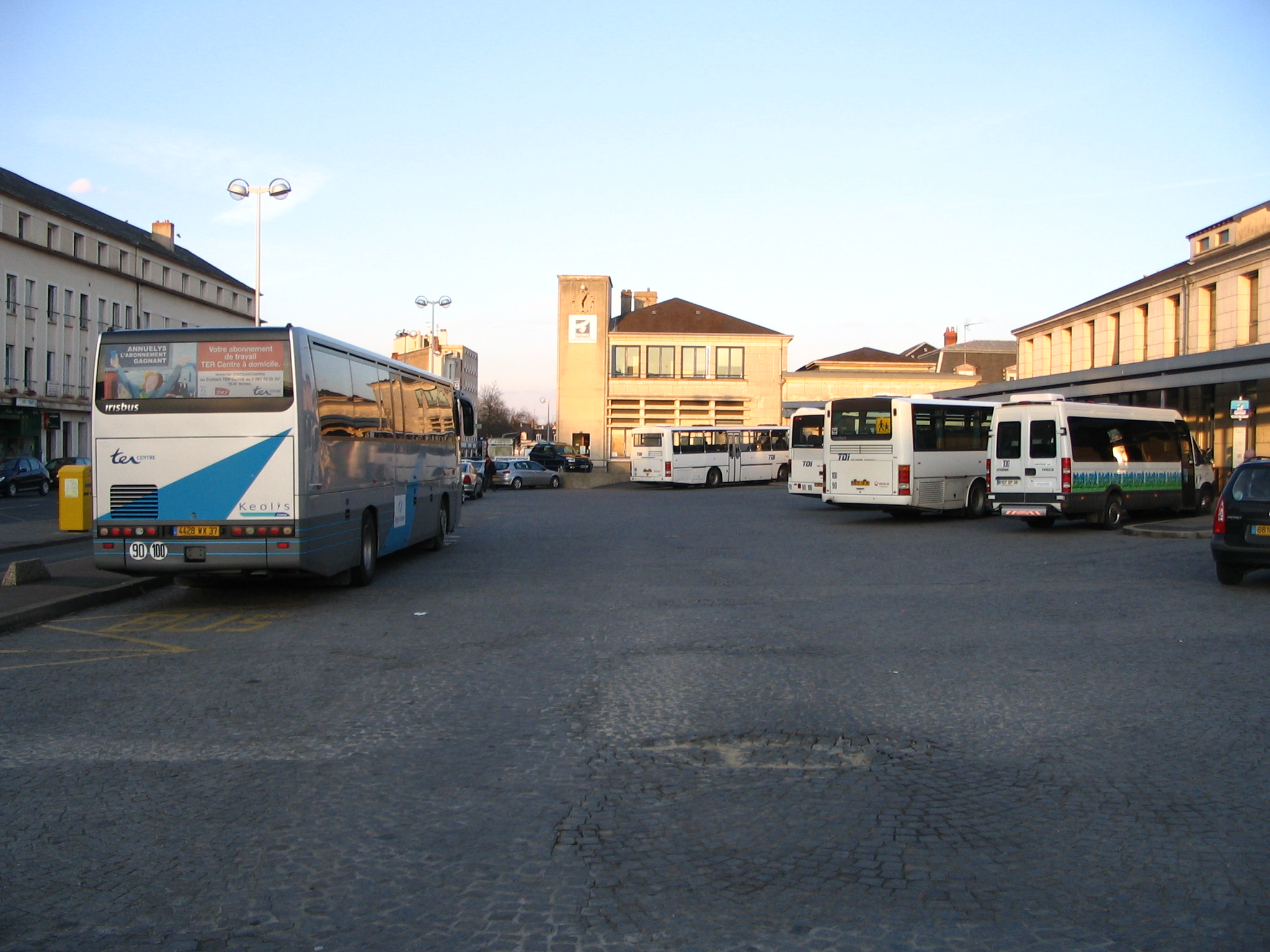
Gare routière de Châteauroux (France)
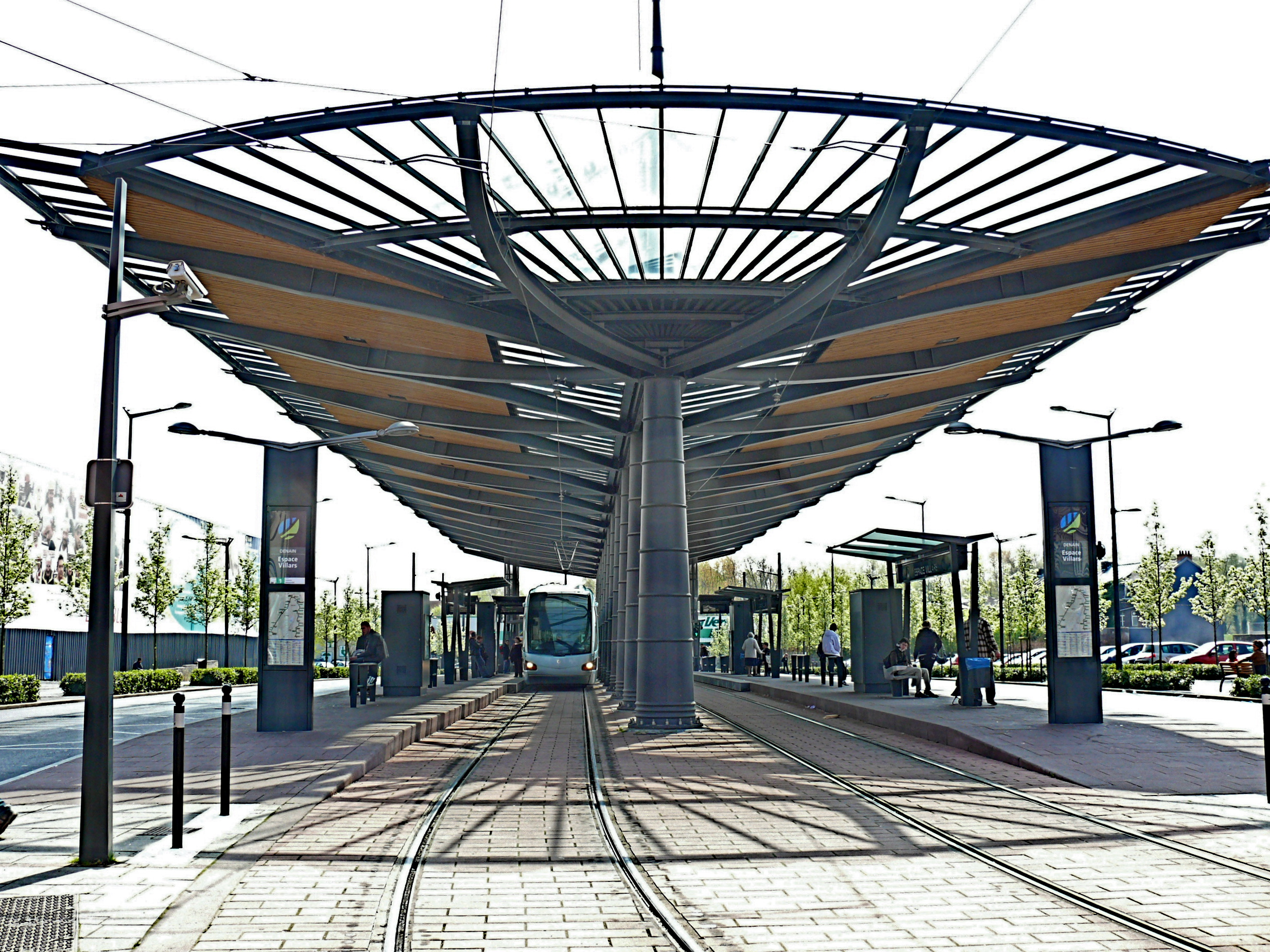
Pôle d'échanges de Denain (France), donnant une correspondance entre le tramway et les bus urbains ou régionaux, qui peuvent stationner autour de la station de tramway
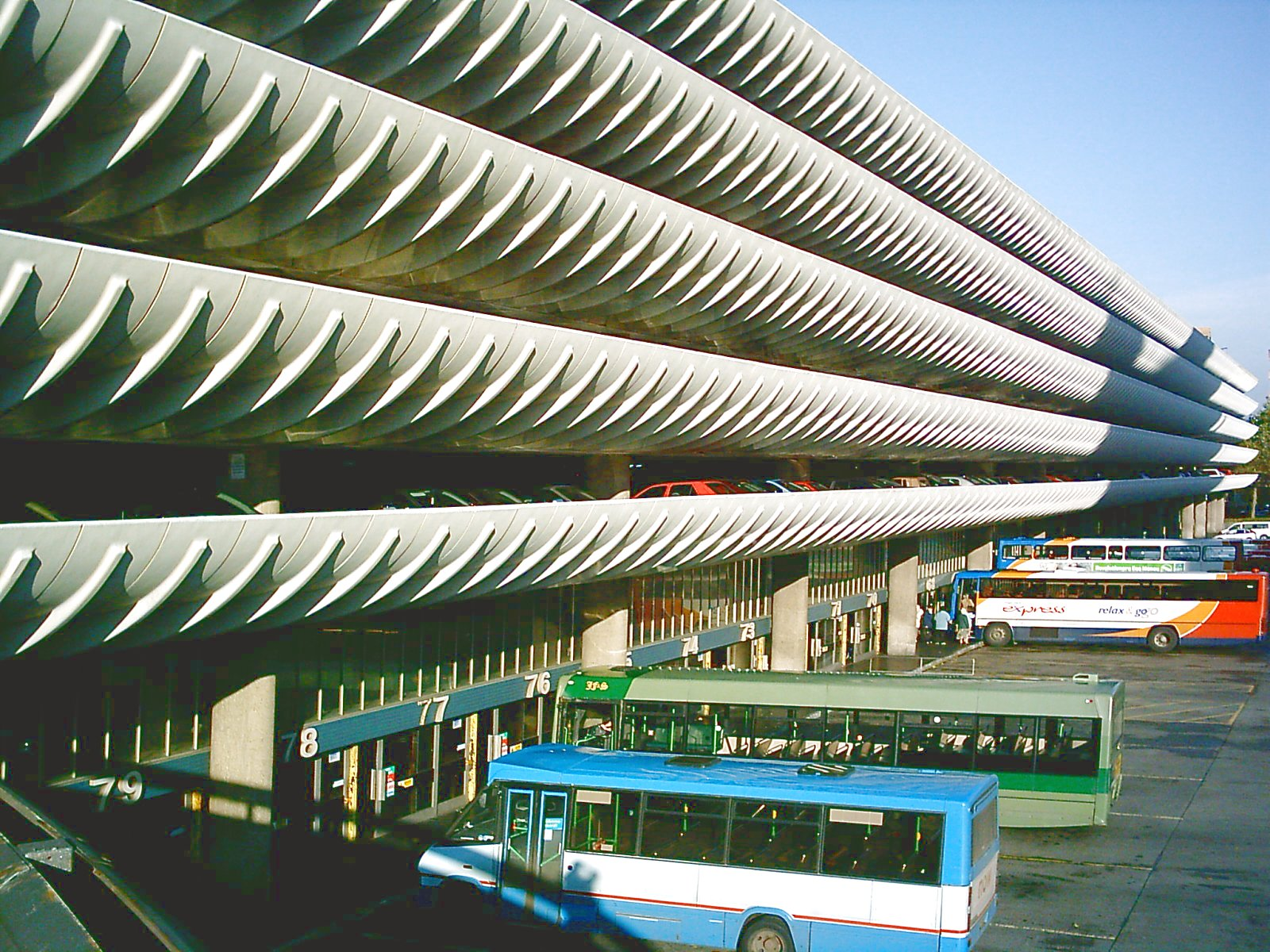
Gare routière de Preston (Royaume-Uni)
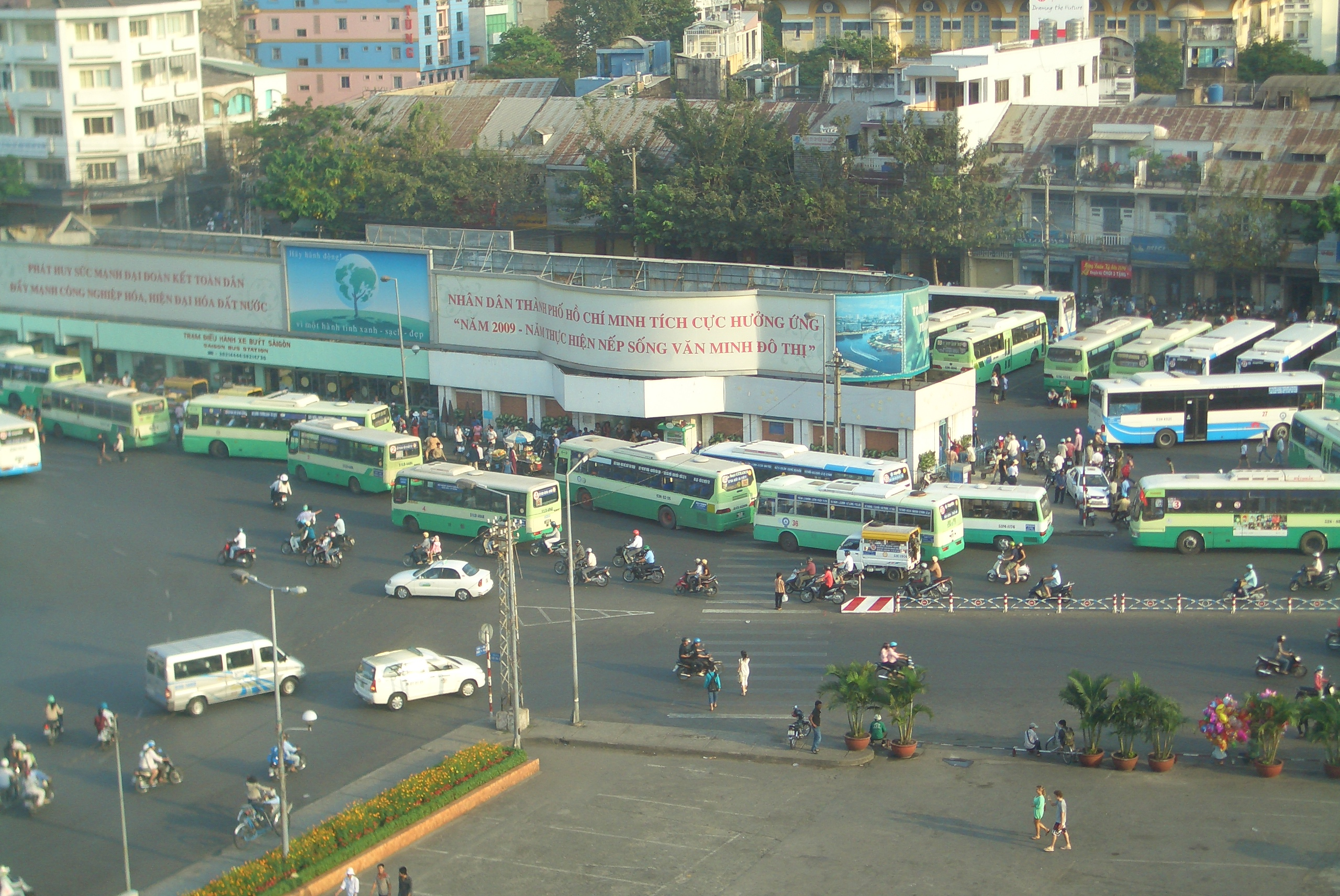
Gare routière d'Hô Chi Minh-Ville (Vietnam)
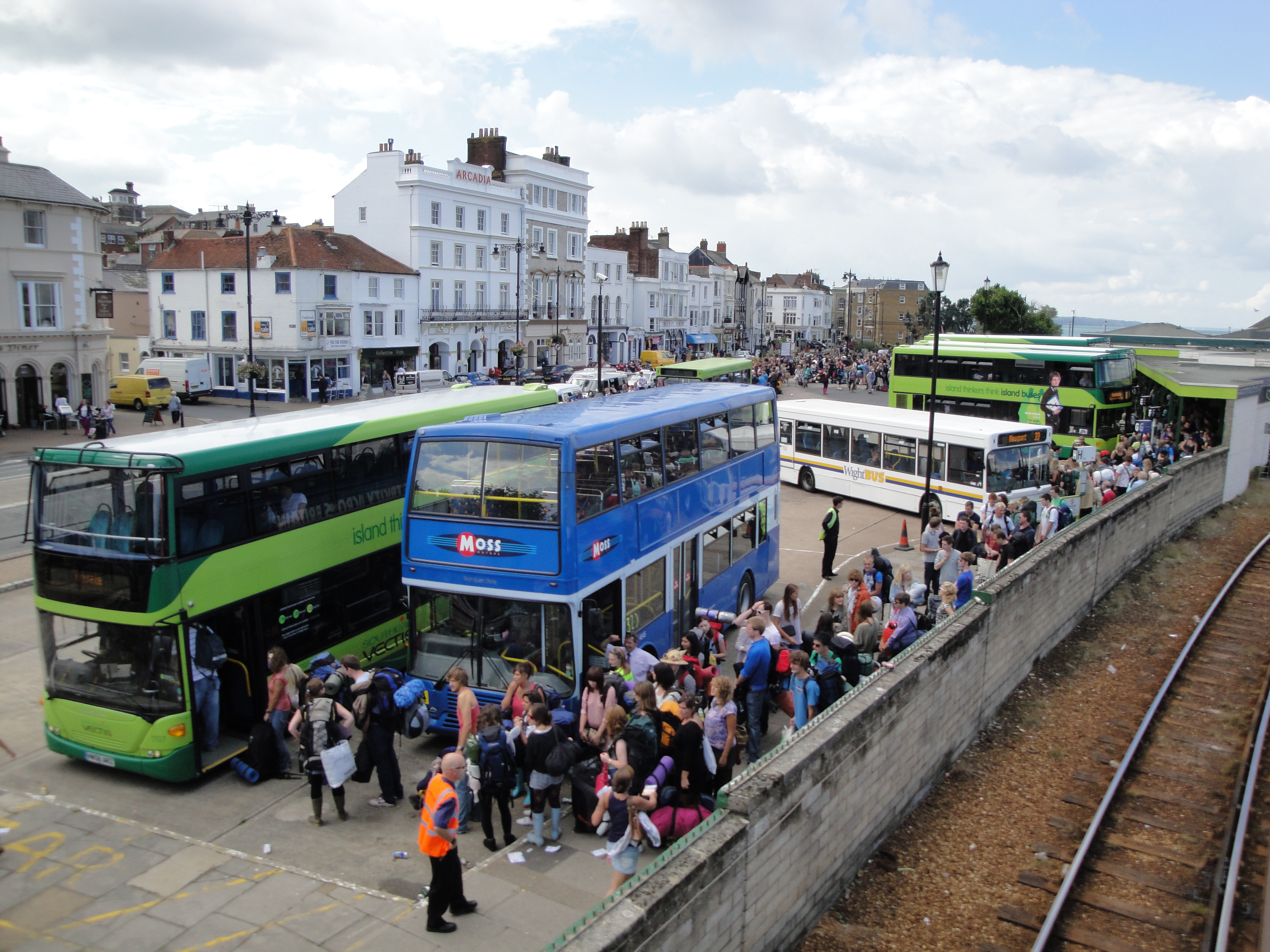
Gare routière sur l'île de Wight (Royaume-Uni)
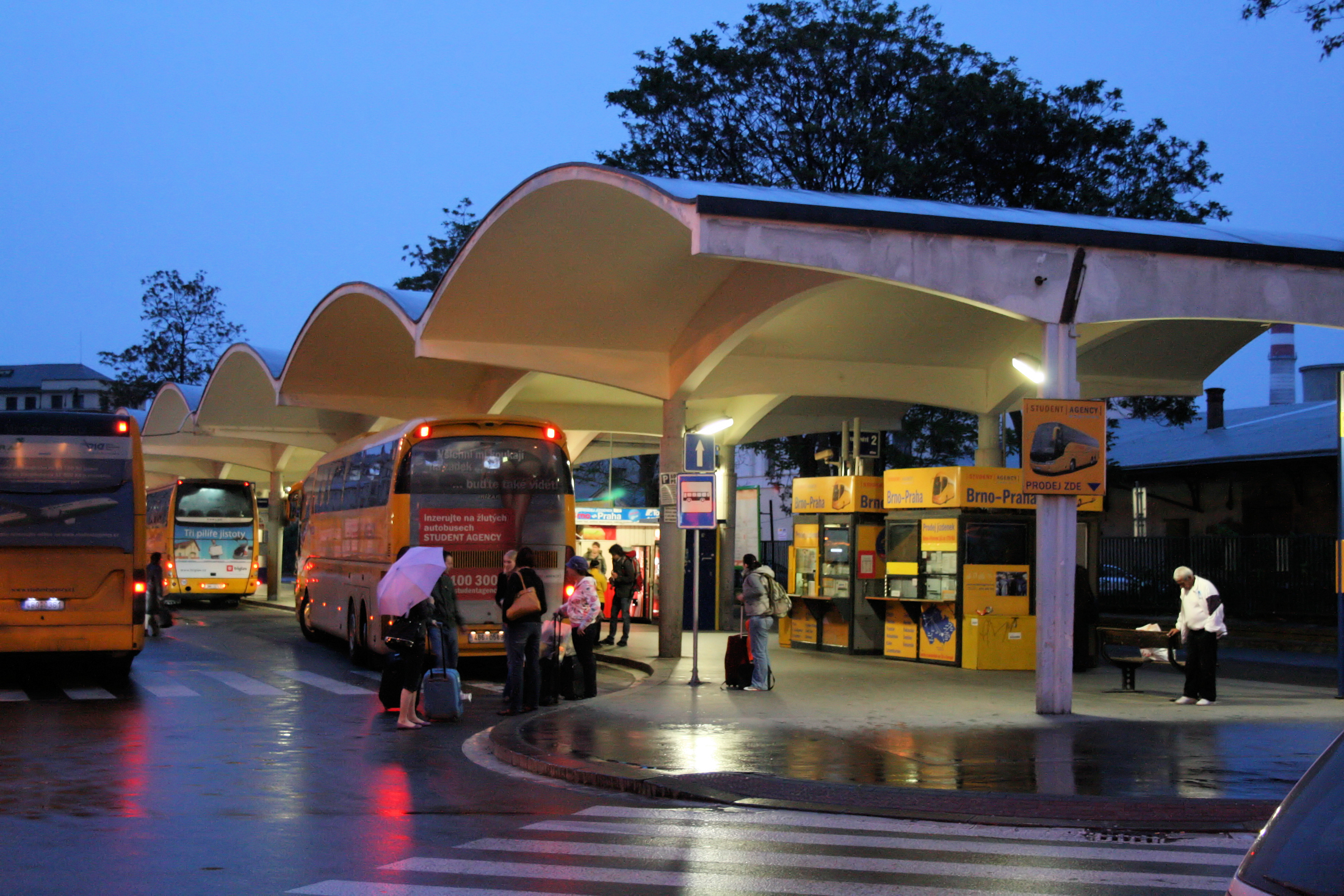
Gare routière de Brno (Tchéquie)
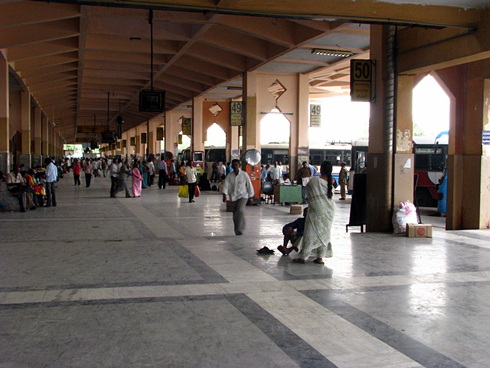
Gare routière Mahatma Gandhi à Hyderabad (Inde)
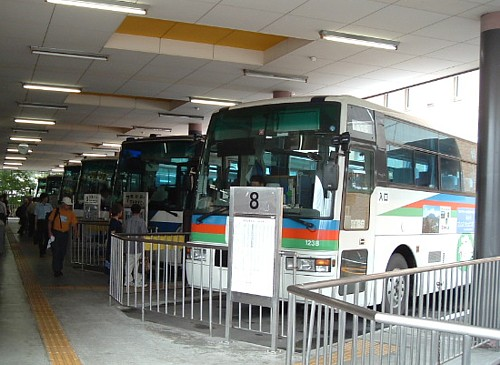
Gare routière de Kusatsu-Onsen (Japon)
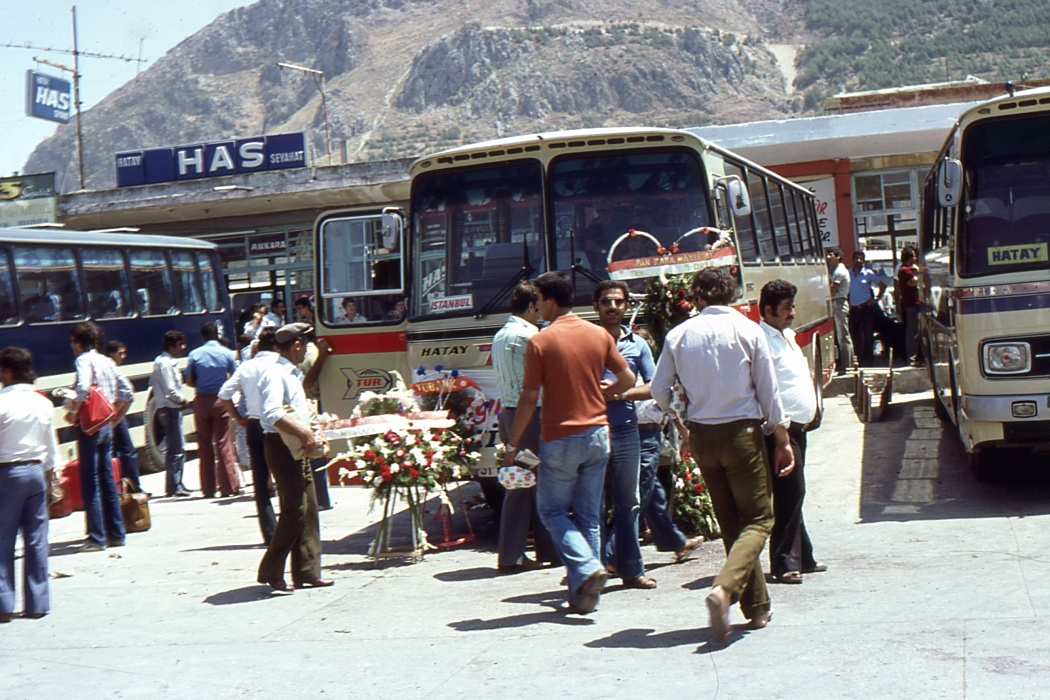
Gare routière d'Antakya (Turquie) en 1980
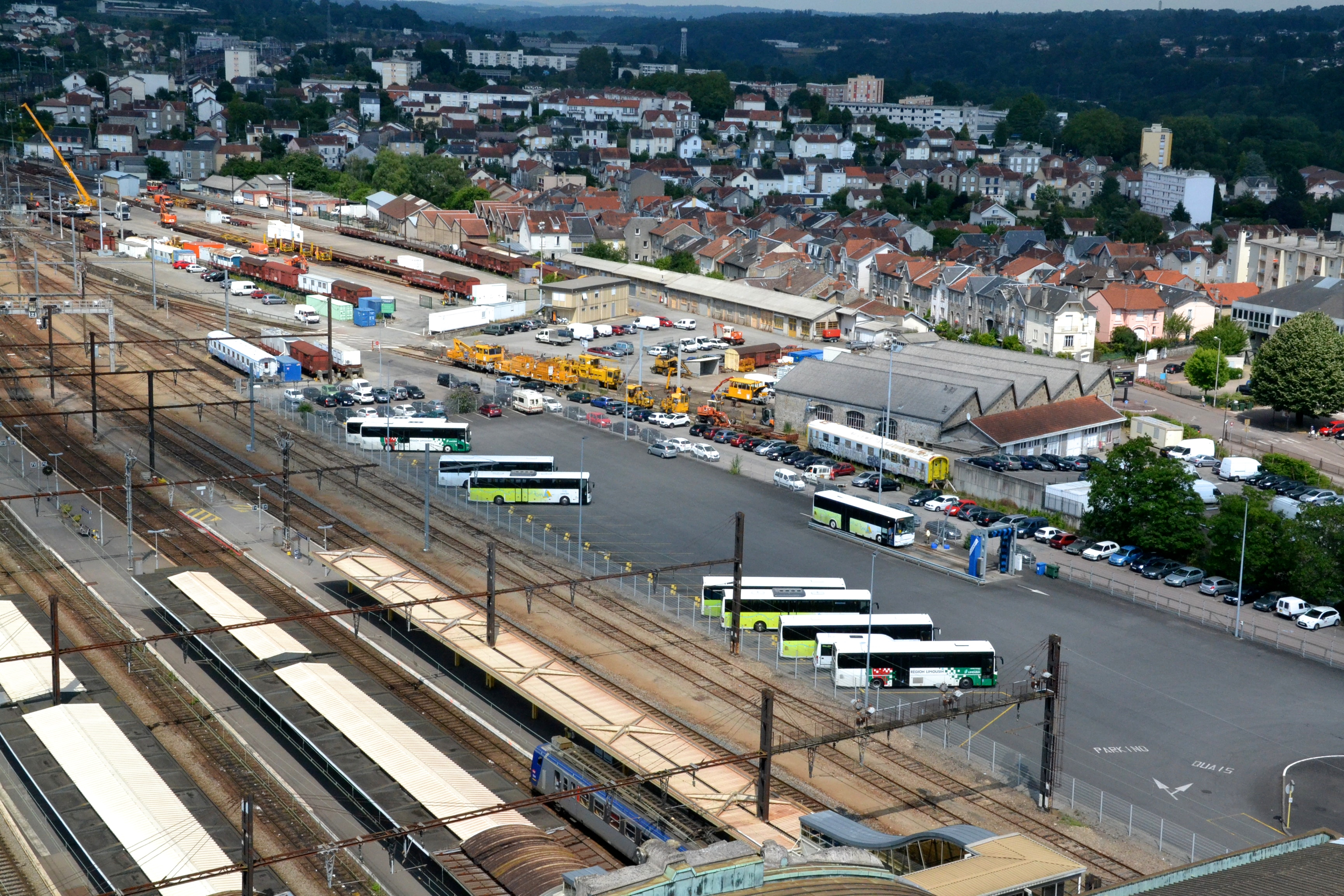
La gare routière du Centre intermodal d'échanges de Limoges
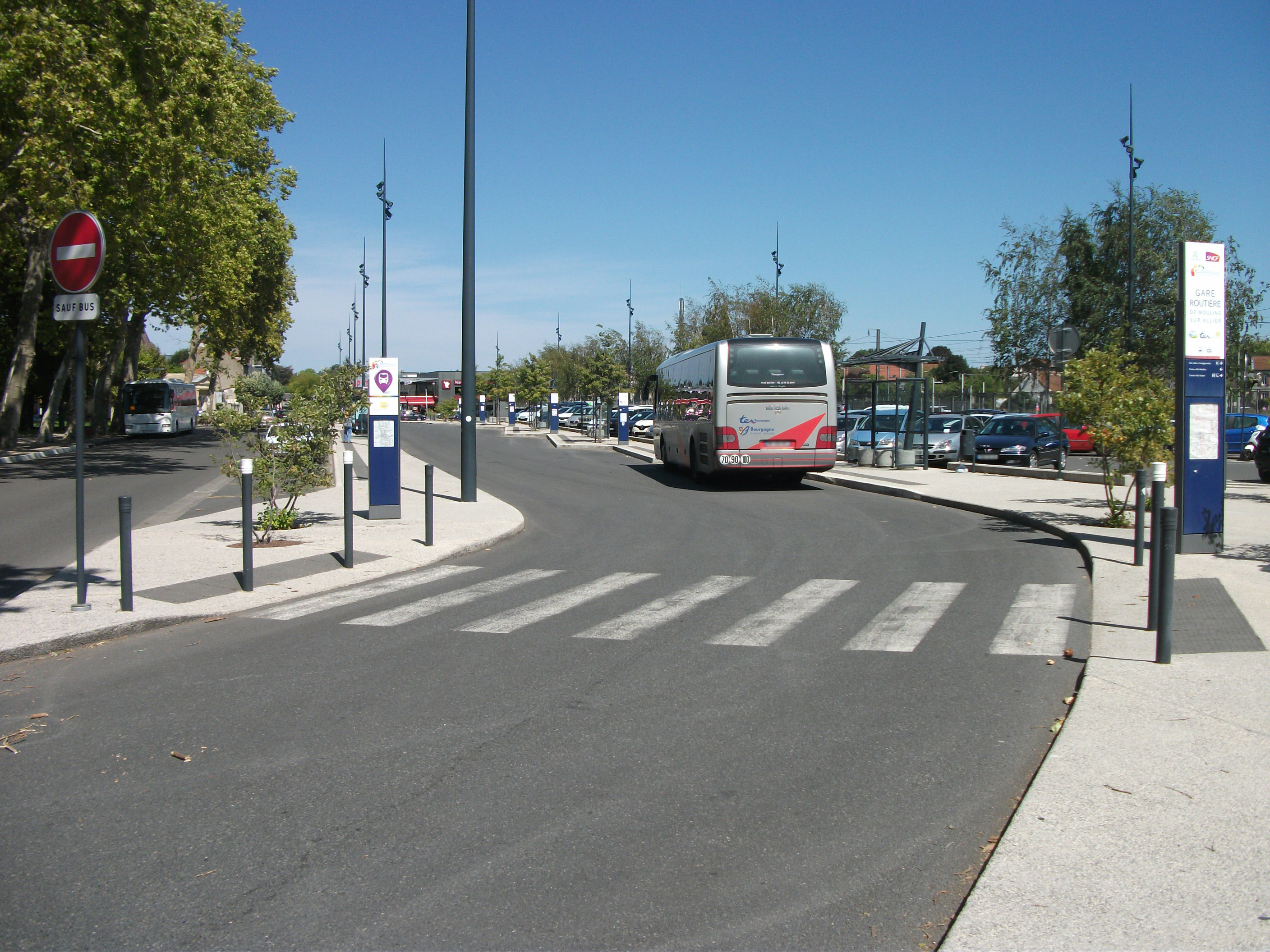
Gare routière de Moulins-sur-Allier